# سقوط هوانوردی کولسون ۲۰۲۳
در تاریخ ۶ فوریه ۲۰۲۳، یک هواپیمای بوئینگ ۷۳۷-۳۰۰ وابسته به کولسون هوانوردی که تحت عنوان یک تانکر هوایی مورد استفاده قرار می گرفت، در پارک ملی رودخانه فیتزجرالد در ناحیه گریت سادرن استرالیای غربی در هنگام مبارزه با آتش سوزی های گوناگون سقوط کرد. ۲ خدمه هواپیما - هر ۲ خلبان - با جراحات کم زنده ماندند و به بیمارستان انتقال پیدا کردند.    این سانحه منتهی به از اتلاف بدنه یک بوئینگ ۷۳۷در استرالیا گردید. 

## پژوهش و بررسی
در پی این حادثه، اداره ایمنی حمل و نقل استرالیا گزارش داد که گروهی از پرث و کانبرا برای پژوهش سقوط در حال جمع آوری می باشد.  

## هواپیما

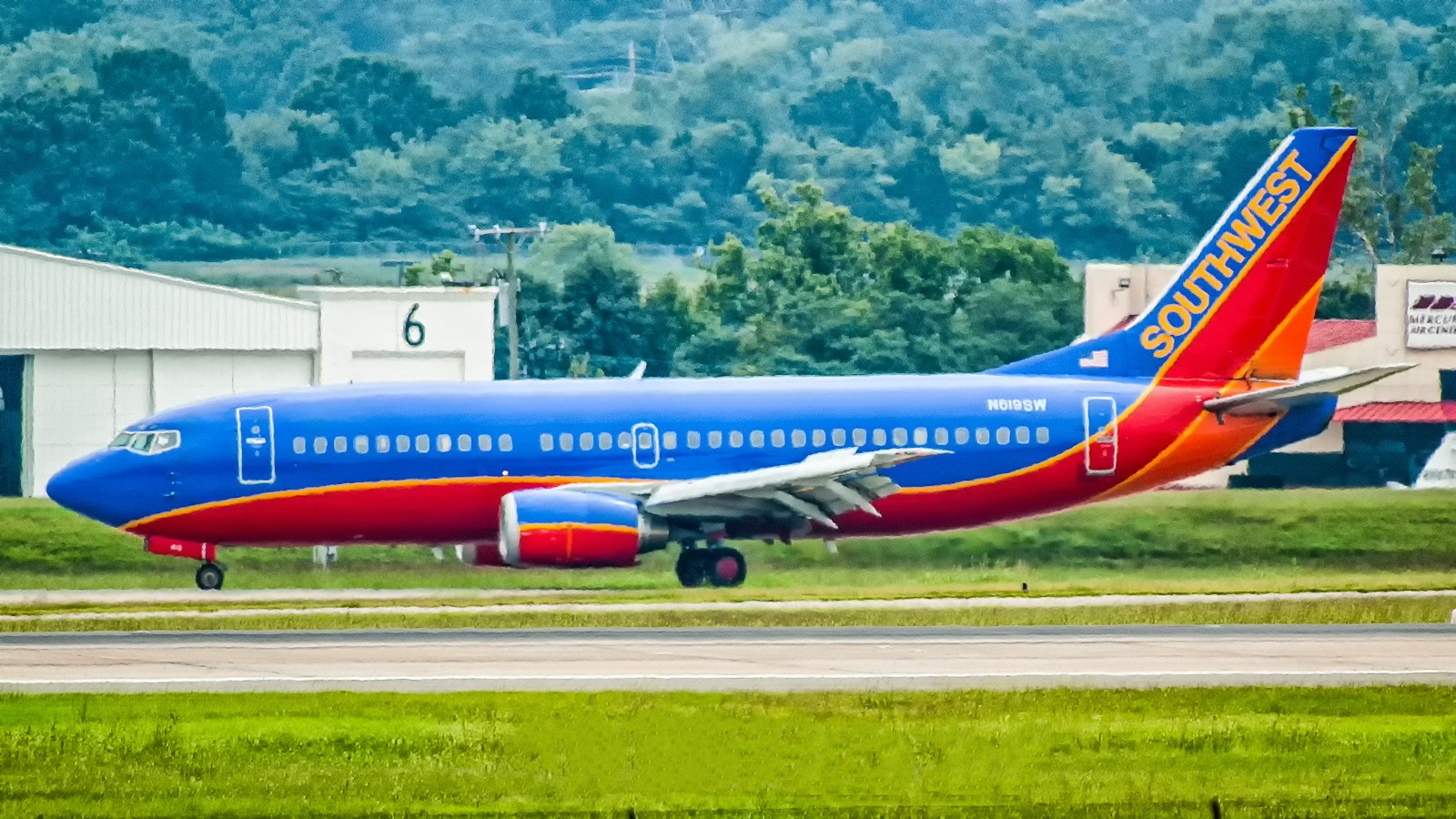
ان ۶۱۹ اس دبلیو، هواپیمای درگیر در سانحه، در حالی که هنوز در سرویس هواپیمایی جنوب غربی در سال ۲۰۰۶ بود.

هواپیمای مشغول در این سانحه یک بوئینگ ۷۳۷-۳۰۰ ۲۷ ساله با شماره سریال ۲۸۰۳۵ و با اسم ان ۶۱۹ اس دبلیو ثبت گردیده بود. این هواپیما برای نخستین بار در نوامبر ۱۹۹۵ به ساوت وست ایرلاینز تحویل داده شد تا اینکه در آگوست ۲۰۱۷ بازنشسته شد. در روز های پایانی همان ماه به کلوسون هوانوردی انتقال پیدا گردید و پس از یک دوره ذخیره سازی و دگرگونی، تحت عنوان یک تانکر هوایی در جولای ۲۰۲۲ آغاز به کار کرد.  